# Лосево (Костромская область)
Лосево — село в Солигаличском районе Костромской области России, административный центр Лосевского сельского поселения.

## География
Село расположено на берегу реки Вёкса в 25 км на юг от райцентра города Солигалич.

## История
Село Лосево расположено на речках Вексе и Поповке. Оно было центром Лосево-Раменской волости, которая в 1614 г. считалась черной, принадлежавшей лично московскому великому князю. В переписи этого года записано: «Волость Лосево-Раменье на речке Вексе, а в ней погост а на нем храм во имя Николая Чудотворца, вверх шатром, да другой храм с трапезой во имя Покрова Пресвятой Богородицы, а все церковное строение мирское да двор попа, да двор дьячка, да пономаря, да восемь келий а в них живут нищие и кормятся от церкви Божий да крестьянских дворов 11». В 1536 г. Лосево-Раменскую волость разорили казанские татары, совершившие свой очередной набег на Галичский уезд. Когда в 1671 г. на реке Унже действовал отряд разинцев под руководством Ильи Иванова, московскими стрельцами, посланными против разинцев, был схвачен крестьянин села Лосева Ивашка Евлампьев по прозвищу Овцын, беглый дворовый человек стольника В.Голохвастова. Разинец по приказу галичского воеводы был наказан на площади кнутом. Лосево с деревнями было пожаловано боярскому сыну Г. И. Толбузину, потомку дьяка Посольского приказа, и его дочерям. В переписной книге 1678 г. записано: «Половина село Лосево за девками Варварой да Прасковьей Ивановыми, дочерьми Толбузина, а в нем двор помещиков да в нем дворовых людей: Лучка Михайлов, да Ивашка Макаров польского полону и крепости по записи в Холопьем приказе». Эти люди были взяты в плен во время войны России с Польшей, их перекрестили в православную веру, записали в тягло и оформили это в Холопьем приказе. Толбузинскую половину села Лосева правительство передало в награду О. Л. Сипягину. Сипягин был взят в плен во время войны, увезен в Турцию и там 6 лет работал на каторге. При размене пленных он вернулся в Россию и был награжден половиной села Лосево.
Другая половина принадлежала П. М. Голохвастову, в селе стояла его усадьба. Потомки Голохвастова служили городничими в Галиче. В 1770 г. церковный староста Я. И. Сипягин, внук О. Л. Сипягина, руководил в Лосеве постройкой Никольской летней каменной церкви. Строил церковь подрядчик Лазарь Никитич Колосов из деревни Коровково Жирской волости Ярославского уезда, крепостной помещика К. С. Мусина-Пушкина. Церковь с колокольней построена по проекту архитектора Петра Бортникова. Некоторые иконы в церкви были написаны местным иконописцем Саввой Славениным и его братом Михеем. Зимняя Никольская каменная церковь перестроена в 1840 г. На кладбище села похоронены многие местные помещики: Купреяновы, Шиповы, Щулепниковы.
В селе установлен памятник адмиралу Г. И. Невельскому, родившемуся в усадьбе Дракино близ Лосева.

## Население
| 2008 | 2010 | 2014 |
| ---- | ---- | ---- |
| 151  | ↘118 | ↗139 |